# 電波少女
電波少女（デンパガール）は、ハシシとNIHA-Cとnicecreamの三人による、日本のヒップホップユニット。

## メンバー
ハシシ （本名:橋口一八）
- 1987年8月1日生まれ、宮崎県日南市出身。A型。
- 楽曲制作を担当。
- 武富士アコム、ハシシック・バグ などのMCネームでも活動していた。[脚注 1]
- 自主レーベル「idler Records」の主宰。

nicecream （ナイスクリーム  本名:阪衛悠）
- 1988年1月26日生まれ、宮崎県日南市出身。A型。
- ボタンを押す係、ライブでのダンスパフォーマンスを担当。
- バンド「CATS EYE」ではYUU名義でギターを担当している。
- ブレイクダンスが特技。

NIHA-C（ニハシー 本名:二橋健人）
- 静岡県浜松市出身。
- 2018年3月に加入。
- 加入以前から多数の楽曲・ライブで共演していた。

## 旧メンバー
赤目
- souma等が絡んだ自身のBEEFが原因で脱退。梅田サイファーとも交流があり、後に梅田サイファーで楽曲をリリースしている。

kerberos
- トラックメイカー。別名義はpigeondust。現在はDJ Pigeonという名義で活動している。

souma
- イラストも担当していた。現在は絵師として活動している。

野崎りこん
- 現在はレーベルOurlanguageで活動している。

FUNKY髭HANK
- 別名義は花子。現名義はFUNKY鬚HANK。2014年5月脱退。その後、デスパンダというクルーを結成したが、2017年3月に解散をしている。現在は、The Legendary BUZZer Crewのメンバーとして活動している。

## 略歴
- 2009年 - 2014年
  - 2009年に赤目、野崎りこんらがネットラジオを始めたいとハシシを誘い、赤目、野崎りこん、souma、kerberos、ハシシ の5人でネットラジオを開始する[1]。ユニット名「電波少女」をハシシが提案。名前の由来は当時中学生であったsoumaがいわゆる「電波な子」であったため。その後、FUNKY髭HANKが加入。
  - 2010年7月にフリーダウンロードの音源集「廃盤」を発表。2000以上のダウンロード数を記録した。
  - 赤目、kerberosが脱退。soumaは自然消滅という形で脱退。野崎りこんは一度活動を休止し復帰はしたが脱退。
  - その後ハシシとFUNKY髭HANKの２人になったが、ハシシの高校時代の友人のnicecreamがパフォーマーとして加入し、三人体制での活動となった。
  - 2012年5月にEP「ボウガイデンパ」をリリース。
  - 2013年7月に1st Album「BIOS」リリース。予約開始初日で1000枚完売し、計2500枚を超えるセールスを記録。
  - 2014年5月にFUNKY髭HANKが脱退。[2]
- 2015年
  - 7月8日に2nd Album「WHO」リリース。タワーレコードオンライン予約チャート第2位を記録、オリコンチャート19位にもランクインする。
- 2016年
  - 5月11日にEP「パラノイア」リリース。オリコンチャート10位にランクイン。iTunes ヒップホップ／ラップチャート1位を記録。
  - 11月より「電波少女的ヒッチハイク」と題しヒッチハイク・路上ライブの旅を行い、全ミッションを成功させ、2017年よりアリオラジャパンからのメジャーデビューが決定した。
- 2017年
  - 5月8日に3ヶ月連続配信の第一弾デジタルシングル「Re:カールマイヤー」が配信予定であったが、4月28日に「過去曲のリメイクをメジャーデビューを控えた第一弾シングルとして出す事にかなり抵抗があった。」というハシシの意向により配信中止となった。同時に、6月12日にデジタルシングル「ME」を3ヶ月連続配信の第一弾として発売することを発表した。なお、配信中止となった曲は後述の3rd Album「HEALTH」に「SKIT2」の曲名で収録された。[3]
  - 6月12日、3ヶ月連続配信第一弾デジタルシングル「ME」リリース。
  - 7月10日、3ヶ月連続配信第二弾デジタルシングル「FOOTPRINTZ」リリース。
  - 8月1日、3ヶ月連続配信第三弾デジタルシングル「NO NAME.」リリース。
  - 8月5日から9月3日にショートムービー上映＆全国ライブツアー「デリヘル」を開催。ショートムービー「デイドリーマー」を上映。
  - 9月27日に3rd Album「HEALTH」リリース。本アルバムでメジャーデビュー。
- 2018年
  - 3月31日にフリーワンマンライブを開催。NIHA-Cがメンバーに加入することが発表された。[4]
  - 6月20日にNIHA-C加入後初のデジタルシングル「GXXD MEDICINE」リリース。
  - 7月1日に新体制での初ワンマンライブ「OWARI NO HAJIMARI」を開催。8月～12月の毎月1日に過去曲のリメイクを配信リリースすることを発表した。
- 2019年 -結成10周年-
  - 3月27日にEP「Q」をリリース。
  - 6月9日に大阪、8月9日に東京で結成10周年記念ライブ「10th Anniversary“＋”」を開催。
- 2021年
  - ハシシが2020年8月17日に、大麻リキッドおよそ0.3gを所持した疑いで、大麻取締法違反（所持）容疑で、10月21日に逮捕された[5]。
- 2022年
  - 7月13日にハシシの個人YouTubeチャンネルで「電波少女配信ライブ（禊）」と題したライブ配信を行い、ハシシの逮捕以降初めて、メンバー3人が揃った姿をファンに届けた。
  - 9月21日、デジタルシングル「The Brave Fxxkin' Pop」をリリース。EP「Q」以来、3年ぶりのリリースとなった。

## 不祥事
- ハシシが2020年8月17日に、大麻リキッドおよそ0.3gを所持した疑いで、大麻取締法違反（所持）容疑で2021年10月21日に逮捕された[5]。これにより、2021年11月3日にリリースが予定されていた武富士アコムとトップハムハット狂のコラボアルバム「二Ø二Ø」の発売中止が発表された[6]。EPの発売中止に伺い、Youtubeに先行配信されていたMVは一部非公開となっている[7]。同EPは2024年6月3日に一部内容を変更しリリースされた。
  - 本件を受けてソニー・ミュージックレーベルズ（アリオラジャパン）は2017年6月12日発売の配信シングル『ME』から2019年3月27日発売のEP『Q』までに発売された全ての CD・映像商品の出荷停止と店頭在庫回収、音源・映像のデジタル配信停止を2021年10月25日に発表した。関連楽曲のミュージックビデオも非公開となっている。対象商品の中にはアルバム『HEALTH』やDVD『OWARI NO HAJIMARI 2018.07.01 @ TSUTAYA O-EAST』も含まれている[8]。
  - 2021年12月26日に出演予定であったイベント『REMEMBER voI.5』(姫路市民会館 大ホール)は本件を受けて、開催が中止となった。
  - 2021年11月15日にTwitter上に再び謝罪文が掲載され、ハシシは既に釈放されていることが明らかになった[9]。
  - 2022年3月1日にハシシの活動再開を発表。ハシシはSNS上で「先日全ての手続きを終え自分なりに気持ちの整理もついたので勝手ながらまた活動を再開していけたらと思っています」と報告し、今後について「今回、このような無責任な行動をとったにもかかわらず見捨てないでくれたメンバーや仲間と、今まで以上に良い音楽を届けていけるように頑張ります」とコメントしている。[10]

## ディスコグラフィ

### 配信シングル
| 枚数 | 発売日         | タイトル                              | 備考   |
| ---- | -------------- | ------------------------------------- | ------ |
| 1    | 2015年4月29日  | INVADER feat.Raq                      | [ 14 ] |
| 2    | 2015年5月27日  | MO feat.NIHA-C                        |        |
| 3    | 2015年12月09日 | COMPLEX REMIX feat.jinmenusagi,NIHA-C | [ 15 ] |
| 4    | 2017年6月12日  | ME                                    | [ 16 ] |
| 5    | 2017年7月10日  | FOOTPRINTZ                            | [ 17 ] |
| 6    | 2017年8月1日   | NO NAME.                              | [ 18 ] |
| 7    | 2018年6月20日  | GXXD MEDICINE                         |        |
| 8    | 2018年8月1日   | Munchii Bear Cookiis 2018             |        |
| 9    | 2018年9月1日   | 21世紀難民                            |        |
| 10   | 2018年10月1日  | MONE￥CLIP                            |        |
| 11   | 2018年11月1日  | 夜光虫                                |        |
| 12   | 2018年11月18日 | 忌々 -yuyu-                           |        |
| 13   | 2018年12月1日  | Good Night                            |        |
| 14   | 2022年9月21日  | The Brave Fxxkin' Pop                 |        |
| 15   | 2023年4月26日  | HATE HATE                             |        |
| 16   | 2023年9月1日   | ワンダーホエール -10 years later-     |        |

### ライブ会場限定
- ボウバク0 (2014年1月11日 電波少女Presents BIOSHAZARD vol.1)

※上記以外にもインターネット上でのみ公開されている楽曲が存在する。

## 映像作品

### ミュージックビデオ
※前述のハシシ逮捕により一部非公開
| 監督                          | 曲名                                                         |
| ----------------------------- | ------------------------------------------------------------ |
| peco                          | 「遥」                                                       |
| Jinmenusagi                   | 「HIPHOPLIFE REMIX」                                         |
| ペティン                      | 「ワンダーホエール」                                         |
|                               | 「蝸牛 feat. 次郎(仮名) , コカツテスタロッサ , Jinmenusagi」 |
| 色弱ムービーメーカー,toku,yui | 「Munchii Bear Cookiis」                                     |
| 野良いぬ,路地子               | 「Re:カールマイヤー」                                        |
| PPP                           | 「ボウバク0」                                                |
|                               | 「INVADER feat.RAq」                                         |
|                               | 「MO feat.NIHA-C」                                           |
|                               | 「Munchii Bear Cookiis 2015」                                |
|                               | 「Earphone feat.Jinmenusagi」                                |
|                               | 「COMPLEX REMIX feat. Jinmenusagi, NIHA-C」                  |
|                               | 「笑えるように」                                             |
| Kunieda Shintaro              | 「ME」 「忌々 -yuyu-」                                       |
| Homura Yoshikazu              | 「FOOTPRINTZ」 「A BONE feat.Jinmenusagi & NIHA-C」          |
|                               | 「NO NAME.」                                                 |
| マザーファッ子                | 「GXXD MEDICINE」                                            |
|                               | 「NEWTON」                                                   |
| Sac0kchang                    | 「アマゴイ feat. トップハムハット狂」                        |

### ショートムービー
- デイドリーマーA 
2017年8月5日から9月3日に行われたショートムービー上映＆全国ライブツアー「デリヘル」にて上映。3rd Album「HEALTH」初回限定盤DVDに収録。
  - 監督 : 山岸聖太
  - キャスト : 笠松将,日向,高橋里恩,池田和樹,河野知美,先,佐藤洸,福田ゆず,長谷川正尚
  - 音楽 : 電波少女 (ハシシ/nicecream),DYES IWASAKI,mel house
  - 撮影 : ナカムラユーキ
  - 照明 : 田中心樹
  - 美術 : 坂本千広,岩瀬直美
  - 録音/効果 : 井筒康仁
  - 衣装 : 石原徳子
  - メイク : 金澤美保
  - 助監督/制作担当 : 沖崇信
  - ホストプロダクション : McRAY
  - プロデューサー : 中村卓郎
  - 制作プロダクション : MAZRI Inc.
  - 企画制作 : ソニー・ミュージックレーベルズ,アリオラジャパン

### DVD
| 枚数 | 発売日         | タイトル                                      |
| ---- | -------------- | --------------------------------------------- |
| 1    | 2018年11月14日 | OWARI NO HAJIMARI 2018.07.01 @ TSUTAYA O-EAST |

## 出演

### ラジオ
※太字は現在放送中
- deeper deeper （TOKYO FM：2016年5月パーソナリティ、：2016年5月8日 - 5月29日）
- MUSIC ARROWS ～電波塔～ （i-dio内TS ONE：2016年7月5日 - 2017年6月27日）
- RADIO DRAGON -NEXT- （TOKYO FM : 2017年8月,9月レギュラーコーナー「電波de論破」: 2017年8月4日 - 2017年9月29日）
- カウントダウンTV(次世代期待の枠)：2019年1月1日

## 主なライブ
- 電波少女presents "BIOS HAZARD"Vol.1 (2014年1月11日)
- 電波少女presents “ゴミ箱”～INVADER feat. RAq　iTunes Music Store Limited Single Release Party～ (2015年5月3日)
- 電波少女presents ‟THAT GIRL“～2nd Album‟WHO”Release Party featuring Oneman LIVE〜 (2015年7月20日)
- 電波少女 解散＆復活ワンマンライブ“茶番” (2016年2月27日)
- 電波少女 E.P “パラノイア” Release Party (2016年5月22日)
- 電波少女 ワンマンライブ“サライ”～電波少女的ヒッチハイクの旅　完～ (2017年2月4日)
- 「EST.」(2017年6月18日)
- 「デリヘル」 (2017年8月5日〜9月3日 9会場10公演)
- 「HEALTH」リリースパーティー　『箱ヘル』 (2017年10月7日)
- フリーワンマンライブ（2018年3月31日）
- 「OWARI NO HAJIMARI」（2018年7月1日）
- 「シークレットツアー」（2018年11月18日～12月9日 4会場4公演）
- 電波少女 10th Anniversary “＋”（2019年6月9日,8月9日 2会場2公演）

## 参加作品
※電波少女及びハシシ（武富士アコム,ハシシックバグ名義を含む）の参加作品
| 発売日         | アーティスト                      | タイトル                           | 曲名 | 概要 |
| -------------- | --------------------------------- | ---------------------------------- | --- | --- |
| 2010年12月31日 | らっぷびと                        | 死にたがり／勇気を分けてくれた日   | M-6「RAPSTAR feat. ハシシックバグ, NOBY, ill.bell」 | |
| 2011年03月12日 | ASOTO BOHEMIAN×DAM-T              | DOPE TECHNOLOGY                    | M-1「Dope Technology ft. 電波少女」 | 広島VerseDAYにて販売予定だった未発売のEP。                                                                        |
| 2011年11月13日 | バルトリン                        | Terminal point                     | 全10曲 | ハシシック・バグ、FUNKY髭HANK、トップハムハット狂、雨天決行によるユニット                                         |
| 2012年09月12日 | PIGEONDUST                        | Moi                                | M-8「Makes ft 電波少女」 | |
| 2012年12月30日 | Various Artists                   | Destroy Display                    | M-1「Destroy Display / まゆむし.武富士アコム.NOBY.FUNKY髭HANK.Jinmenusagi.フォレスト53.番犬.TWOFACE.MC壁.INCUBUS」 M-7「just a friendz / 武富士アコム feat.野崎りこん＆paranel」 M-12「Take it all / まゆむし.武富士アコム.NOBY.FUNKY髭HANK.Jinmenusagi.フォレスト53.番犬.TWOFACE.MC壁.INCUBUS」 | |
| 2013年7月1日   | HaKobuNe                          | LOAD TO ２０１３                   | M-3「sky in the bird cages feat.武富士アコム,文鳥,ＡＯ,野崎りこん,リヒト」 | |
| 2013年8月10日  | Various Artists                   | COMPILATION ALBUM W.W.W 2013       | M-13「ワンダーホエール 8.10 remix / 電波少女」 | |
| 2013年9月13日  | Various Artists                   | idler records sampler              | M-2「Bonnie & Clyde feat.武富士アコム / nera_k」 M-8「蝸牛 (Kerberos Remix) / 電波少女」 | |
| 2013年11月6日  | Jinmenusagi                       | 胎内                               | M-12「Turn It Off Pt.2 feat. ハシシ」 | |
| 2013年12月30日 | FAKE TYPE.                        | FAKE TYPE.                         | M-3「President feat.電波少女」 | |
| 2014年4月27日  | FAKE TYPE.                        | FAKE BOX                           | M-3「President feat.電波少女」 | |
| 2014年8月17日  | ヒゲドライバー                    | HIGE DANCE                         | M-5「LIAR GAME feat.ハシシ from 電波少女」 | |
| 2014年11月19日 | Jinmenusagi                       | LXVE 業放草                        | M-9「Enough is enough feat.Hasisi」 | |
| 2015年3月28日  | Stouch                            | Sound Proud                        | M-1「Sound Proud feat.RAq,Yue Cue,NOBY,Atsu,NIHA-C,ハシシ & jinmenusagi」 | |
| 2015年5月6日   | NIHA-C                            | BRIGHT LIGHT                       | M-9「空 feat.ハシシ」 | |
| 2015年8月8日   | Various Artists                   | COMPILATION ALBUM W.W.W 2015       | M-1「WE ARE THE W.W.W 2015 / V.A」 | マイクリレーにハシシが参加                                                                                        |
| 2015年8月14日  | #vs_WORLD                         | w / z. Yuto.com™                   | M-2「Stories feat.言xTHEANSWER,ハシシ & 十影」 | |
| 2015年12月9日  | FAKE TYPE.                        | FAKE BOOK                          | M-3「GOLDRUSH feat.Jinmenusagi,ハシシ」 | |
| 2015年12月16日 | mel house                         | SHIBUYA RAVETRVP                   | M-3「PA RI PI feat.ハシシ from 電波少女」 | [ 21 ] |
| 2016年9月23日  | FAKE TYPE.                        | FAKE WORLD                         | M-9「ツキ feat.ハシシ from 電波少女」 | |
| 2016年12月14日 | Jinmenusagi                       | はやいEP                           | M-5「きっとこの夜も feat.ハシシ from 電波少女」 | |
| 2017年3月15日  | RINNE HIP                         | 裏腹ンウェイ.ep                    | M-2「Ready make some noise feat.DOTAMA」 | 作詞・作曲にハシシが参加                                                                                          |
| 2017年8月10日  | NIHA-C                            | モナリザ feat.ハシシ from 電波少女 | M-1「モナリザ feat.ハシシ from 電波少女」 | |
| 2017年11月15日 | NIHA-C                            | アリバイ                           | M-3「モナリザ feat.ハシシ from 電波少女」 | |
| 2017年11月22日 | RAq                               | アウフヘーベン                     | M-4「フリークアウトプラン (feat.ハシシ)」 | |
| 2018年2月28日  | BCCNo.                            | BACCANO                            | M-11「WHY? (feat.ハシシ)」 | |
| 2018年4月25日  | トップハムハット狂                | BLUE NOTE                          | M-4「Slip Walker feat.ハシシ from 電波少女」 | |
| 2018年8月1日   | アサキ                            | Moldy                              | M-1「Moldy feat.ハシシ（電波少女）」 | |
| 2018年12月19日 | Jinmenusagi                       | LXVE 業放草 [Deluxe Edition]       | M-9「Enough is enough feat. Hasisi,Pussy」 | |
| 2019年7月3日   | OH MY GIRL                        | OH MY GIRL JAPAN 2nd ALBUM         | M-2「A-ing Japanese ver. feat. ハシシ」 | 前述のハシシ逮捕により、一部配信サイトではハシシのクレジット表記が伏せられている。                                |
| 2020年4月22日  | GADORO                            | 1LDK                               | M-9「VERY VERY feat. ハシシ from 電波少女」 | |
| 2021年9月9日   | HAIIRO DE ROSSI                   | The Time Has Come                  | M-6「Beautiful (feat. ハシシ & massiro)」 | |
| 2024年6月3日   | トップハムハット狂 × 武富士アコム | 二Ø二Ø                             | 全7曲 | ハシシが武富士アコム名義で参加。M-5「アマゴイ feat.電波少女」のみ電波少女での参加。前述の不祥事により、発売中止。 |